# Audrey Pauley
Audrey Pauley (Audrey Pauley) est le 11e épisode de la saison 9 de la série télévisée X-Files. Dans cet épisode, Doggett tente de sauver Reyes, dans le coma après un accident de voiture, alors que celle-ci évolue de son côté dans un monde surréaliste.
L'épisode a obtenu des critiques globalement favorables.

## Résumé
Reyes vient juste de déposer Doggett devant chez lui lorsque son véhicule est percuté par un chauffard. Emmenée à l'hôpital, elle sombre dans le coma mais se réveille dans une pièce vide et découvre que l'hôpital tout entier flotte dans un vide abyssal. Elle rencontre deux autres patients, Stephen Murdoch et Barreiro. Murdoch pense qu'ils sont morts, ce que réfute Reyes. Pendant ce temps, Scully annonce à Doggett que Reyes est en état de mort cérébrale. Le docteur Preijers vient informer les deux agents que, puisque Reyes a une carte de donneuse d'organes, son respirateur sera débranché sous peu. Plus tard, Reyes et Murdoch voient Barreiro hurler et disparaître dans un éclair bleu, alors qu'au même moment, dans le monde réel, le respirateur de Barreiro, lui aussi dans le coma, est débranché par Preijers.
Reyes voit une femme qui semble la surveiller avant de disparaître. Doggett, qui cherche désespérément un moyen de sauver Reyes, rencontre cette même femme, Audrey Pauley, dans sa chambre d'hôpital. Pauley, jeune femme légèrement retardée qui vit dans le sous-sol de l'hôpital, possède une maquette de celui-ci et a le pouvoir de se projeter dedans pour y rencontrer les patients dans le coma. Quand elle la revoit, Reyes la charge d'un message à transmettre à Doggett. Désormais convaincu qu'il peut encore sauver Reyes, Doggett apprend de Pauley l'existence de la maquette et ce qu'elle peut faire avec. Pendant ce temps, Preijers tue une infirmière qui l'avait vu faire à Reyes une injection non consignée dans le registre. Preijers débranche ensuite le respirateur de Murdoch, qui, dans le monde miniature, disparaît peu après de la même manière que Barreiro.
Preijers, qui sent les soupçons de Doggett se porter sur lui, surprend une conversation entre l'agent et Pauley. Il fait alors à Pauley la même injection fatale qu'il a administré à l'infirmière. Pauley se transporte une dernière fois dans la réplique de l'hôpital que son esprit a créé et explique à Reyes que le seul moyen d'en sortir est de sauter dans le vide qui l'entoure. Reyes le fait et sort du coma provoqué par Preijers. À son chevet, Doggett l'entend prononcer le prénom d'Audrey. Il se précipite au sous-sol, y surprend Preijers qui vient de tuer Pauley et arrête le docteur.

## Distribution
- Gillian Anderson : Dana Scully
- Robert Patrick : John Doggett
- Annabeth Gish : Monica Reyes
- Stan Shaw : Stephen Murdoch
- Tracey Ellis : Audrey Pauley
- Jack Blessing : le docteur Jack Preijers
- Del Zamora : Monsieur Barreiro
- Michele Harrell : Madame Murdoch
- Vernee Watson-Johnson : Whitney Edwards

## Production
Tracey Ellis, qui interprète le personnage d'Audrey Pauley, tenait déjà un rôle important dans l'épisode Souvenir d'oubliette de la 3e saison. Robert Patrick, dont l'ami Ted Demme meurt pendant le tournage de l'épisode, tourne ses scènes dans un état émotionnel à fleur de peau et n'a aucun mal à apporter à son personnage l'émotion nécessaire, 
s'inquiétant même d'en apporter trop. Annabeth Gish effectue elle-même toutes les cascades de son personnage, dont un saut d'une dizaine de mètres accrochée à un descendeur.
Kim Manners, qui fête sa 50e réalisation pour la série avec cet épisode, doit composer avec des restrictions budgétaires. Il filme ainsi un plan, prévu au départ pour l'insertion un effet numérique, où le personnage d'Audrey Pauley disparaît soudainement sous les yeux de Monica Reyes en mettant en scène cette disparition par des effets de caméra. L'hôpital flottant dans le vide est créé avec des plans d'une maquette mélangés à un hôpital créé numériquement. L'hôpital devait initialement reposer sur un grand morceau circulaire de sol mais celui-ci est ensuite supprimé car cela rappelait trop Le Petit Prince. Mark Snow incorpore à la musique de l'épisode des éléments de sa composition pour l'épisode Coma. L'épisode est, avec 4-D, l'un des deux préférés de la saison d'Annabeth Gish, l'actrice confiant que « ce sont des épisodes indépendants à propos de Doggett et Reyes. De merveilleux challenges d’acteurs et les histoires étaient fantastiques ».

## Accueil

### Audiences
Lors de sa première diffusion aux États-Unis, l'épisode réalise un score de 4,8 sur l'échelle de Nielsen, avec 7 % de parts de marché, et est regardé par 8 millions de téléspectateurs.

### Accueil critique
L'épisode obtient des critiques globalement favorables. Dans leur livre, Robert Shearman et Lars Pearson lui donnent la note de 5/5. John Keegan, du site Critical Myth, lui donne la note de 8/10. Zack Handlen, du site The A.V. Club, lui donne la note de B-. 
En France, le site Le Monde des Avengers lui donne la note de 4/4. Pour le site Daily Mars, Steven Maeda prouve avec cet épisode qu'il était l'un des « rares scénaristes à sembler posséder une bonne maîtrise instinctive du personnage de Monica Reyes », alors que la réussite de l'épisode tient à « la force de son concept, associé à la retenue de l’écriture, qui n’élude pas l’émotion mais parvient à ne pas céder au pathos ».